# Moukhtar Djakichev
Moukhtar Djakichev  (kazakh : Мұхтар Жәкiшев; russe : Мухтар Джакишев) (né le 28 juin 1963 à Almaty), est un homme d'affaires kazakh , ancien dirigeant de la compagnie minière Kazatomprom.

## Biographie
Djakichev est diplômé de l'Institut d'ingénierie physique de Moscou en 1986. Il y poursuit ses études jusqu'en 1990. 
Il est président de la World Nuclear Association de 1998 à 2001.
Il devient aussi directeur de Kazatomprom en 1998, jusqu'à ce qu'il devienne ministre de l'énergie et des ressources minières du Kazakhstan en 2001. 
En 2002 il reprend la tête de Kazatomprom.
En 2008, il signe avec Anne Lauvergeon, alors présidente du directoire d’Areva, un accord selon lequel la société KATCO, propriété d’Areva à 51% et de Kazatomprom à 49 %, devrait produire 4000 tonnes d’uranium par an.
En échange, Areva doit fournir une usine de combustible nucléaire dans l’usine métallurgique d’Oulba.[réf. nécessaire]
En mai 2009, il est démis de ses fonctions et arrêté pour vente illégale de gisements à des intérêts étrangers,.